# Stenotaphrum
Stenotaphrum is een geslacht uit de grassenfamilie (Poaceae). De soorten van dit geslacht komen voor in vrijwel de hele wereld.

## Soorten
Van het geslacht zijn de volgende soorten bekend: 
- Stenotaphrum americanum
- Stenotaphrum clavigerum
- Stenotaphrum complanatum
- Stenotaphrum compressum
- Stenotaphrum dimidiatum
- Stenotaphrum diplotaphrum
- Stenotaphrum glabrum
- Stenotaphrum koenigii
- Stenotaphrum lepturoides
- Stenotaphrum madagascariense
- Stenotaphrum micranthum
- Stenotaphrum oostachyum
- Stenotaphrum sarmentosum
- Stenotaphrum secundatum
- Stenotaphrum subulatum
- Stenotaphrum swartzianum
- Stenotaphrum unilateral